# УЕФА Лига Европе 2025/26.
УЕФА Лига Европе 2025/26. биће 55. сезона секундарног клупског фудбалског турнира у Европи који организује УЕФА, и 17. сезона откако је преименован из УЕФА Купа у УЕФА Лигу Европе.
Финале ће се играти 20. маја 2026. године на стадиону Водафон парк у Истанбулу, Турска.
Ово ће бити друга сезона која се игра по новом формату, који је групну фазу са 32 тима заменио лигашком фазом са 36 тимова.
Тотенхем Хотспур је актуелни шампион.

## Учешће екипа
Очекује се да ће укупно 78 тимова из 33 до 40 од 55 чланица УЕФА учествовати у УЕФА Лиги Европе 2025/26. Међу њима, 33 савеза имају тимове који се директно квалификују за Лигу Европе, док осталих 12 савеза који немају тимове који се директно квалификују могу имати тимове који играју након што су пребачени из Лиге шампиона. Рангирање савеза засновано на коефицијентима УЕФА се користи за одређивање броја тимова учесника за сваки савез: 
- Прваци у Лиги Конференције ће добити улазак у Лигу Европе (ако се не квалификују за Лигу шампиона или Лигу Европе преко позиције у лиги).
- Савези рангирани од 1. до 12. места имају по два тима.
- Савези рангирани од 13. до 33. места (осим Русије Note RUS[›] ) имају по један тим.
- 31 тим који је елиминисан из Лиге шампиона 2024/25. биће пребачен у Лигу Европе.

### Рангирање савеза
За УЕФА Лигу Европе 2025/26, савезима се додељују места према њиховим УЕФА коефицијентима за 2024. годину, који узимају у обзир њихов учинак у европским такмичењима од 2019/20. до 2023/24.
Поред расподеле на основу коефицијената савеза, савези могу имати додатне тимове који учествују у Лиги Европе, као што је наведено у наставку:
- (UCL) – Додатни тимови пребачени из УЕФА Лиге шампиона
- (UECL) – Додатно место за победника УЕФА Лиге Конференције

| Поз. | Савез       | Коеф.   | Бр. клубова | Дод. |
| ---- | ----------- | ------- | ----------- | ---- |
| 1    | Енглеска    | 104.303 | 2           |      |
| 2    | Италија     | 90.284  | 2           |      |
| 3    | Шпанија     | 89.489  | 2           |      |
| 4    | Немачка     | 86.624  | 2           |      |
| 5    | Француска   | 66.831  | 2           |      |
| 6    | Холандија   | 61.300  | 2           |      |
| 7    | Португалија | 56.316  | 2           |      |
| 8    | Белгија     | 48.800  | 2           |      |
| 9    | Турска      | 38.600  | 2           |      |
| 10   | Чешка       | 36.050  | 2           |      |
| 11   | Шкотска     | 36.050  | 2           |      |
| 12   | Швајцарска  | 32.975  | 2           |      |
| 13   | Аустрија    | 32.600  | 1           |      |
| 14   | Норвешка    | 31.625  | 1           |      |
| 15   | Грчка       | 31.525  | 1           |      |
| 16   | Данска      | 31.450  | 1           |      |
| 17   | Израел      | 31.125  | 1           |      |
| 18   | Украјина    | 28.000  | 1           |      |
| 19   | Србија      | 27.775  | 1           |      |

| Поз. | Савез           | Коеф.  | Бр. клубова | Дод.        |
| ---- | --------------- | ------ | ----------- | ----------- |
| 20   | Хрватска        | 25.525 | 1           |             |
| 21   | Пољска          | 25.375 | 1           |             |
| 22   | Русија          | 22.965 | 0           | Note RUS[›] |
| 23   | Кипар           | 22.100 | 1           |             |
| 24   | Мађарска        | 21.875 | 1           |             |
| 25   | Шведска         | 21.500 | 1           |             |
| 26   | Румунија        | 21.375 | 1           |             |
| 27   | Бугарска        | 20.375 | 1           |             |
| 28   | Азербејџан      | 20.125 | 1           |             |
| 29   | Словачка        | 19.625 | 1           |             |
| 30   | Словенија       | 13.250 | 1           |             |
| 31   | Молдавија       | 13.125 | 1           |             |
| 32   | Косово          | 11.541 | 1           |             |
| 33   | Казахстан       | 11.500 | 1           |             |
| 34   | Финска          | 11.125 | 0           |             |
| 35   | Република Ирска | 10.875 | 0           |             |
| 36   | Јерменија       | 10.625 | 0           |             |
| 37   | Летонија        | 10.625 | 0           |             |
| 38   | Фарска Острва   | 10.375 | 0           |             |

| Поз. | Савез               | Коеф.  | Бр. клубова | Дод. |
| ---- | ------------------- | ------ | ----------- | ---- |
| 39   | Босна и Херцеговина | 10.000 | 0           |      |
| 40   | Лихтенштајн         | 10.000 | 0           |      |
| 41   | Исланд              | 9.583  | 0           |      |
| 42   | Северна Ирска       | 9.208  | 0           |      |
| 43   | Луксембург          | 8.625  | 0           |      |
| 44   | Литванија           | 8.500  | 0           |      |
| 45   | Малта               | 8.250  | 0           |      |
| 46   | Грузија             | 7.625  | 0           |      |
| 47   | Албанија            | 7.375  | 0           |      |
| 48   | Естонија            | 7.207  | 0           |      |
| 49   | Белорусија          | 6.625  | 0           |      |
| 50   | Северна Македонија  | 6.000  | 0           |      |
| 51   | Андора              | 5.998  | 0           |      |
| 52   | Велс                | 5.791  | 0           |      |
| 53   | Црна Гора           | 5.708  | 0           |      |
| 54   | Гибралтар           | 4.957  | 0           |      |
| 55   | Сан Марино          | 1.832  | 0           |      |

Напомене
1. ^ Русија: Дана 28. фебруара 2022. године, руски фудбалски клубови и национални тимови суспендовани су из ФИФА и УЕФА такмичења због руске инвазије на Украјину.[4] Табеле одражавају текућу суспензију Русије из УЕФА такмичења.[5]